# Jean-Marc de La Sablière
Jean-Marc Rochereau de La Sablière plus connu sous le nom Jean-Marc de La Sablière, né le 8 novembre 1946 à Athènes (Grèce), est un diplomate français.

## Biographie
Jean, Marc, Eugène, Marie, Gérard Rochereau de La Sablière appartient à une famille originaire du Dauphiné. Il est le fils de Bertrand Rochereau de La Sablière (de), diplomate, ancien ambassadeur de France en Israël et de son épouse née Blanche de Bonrepos. Il est marié a Sylvie Laussel. Ils ont trois enfants : Alban, Diane et Éric.
Il est licencié en droit, lauréat de la faculté de droit de Paris, diplômé de l’Institut d’études politiques de Paris, et ancien élève de l’École nationale d’administration (promotion « François Rabelais » 1971-1973).
Il est conseiller technique au cabinet du ministre des Affaires étrangères (Louis de Guiringaud) de 1975 a 1978, chargé de mission au cabinet du Premier ministre, Raymond Barre (1978-1981), directeur des affaires africaines et malgaches au Quai d'Orsay (1992-1996), ambassadeur de France en Égypte (1996-2000), conseiller diplomatique et sherpa du président de la République française, Jacques Chirac (2000-2002). Il est représentant permanent de la France au Conseil de sécurité et chef de la mission permanente auprès des Nations unies de novembre 2002 à 2007.
D'août 2007 à décembre 2011, il est ambassadeur de France en Italie et réside au palais Farnèse, avant de prendre sa retraite.
Il est fait ambassadeur de France en 2008.
Il a enseigné le conseil de sécurité des Nations unies de 2012 à 2018 à PSIA (Sciences Po) et rendu un rapport a l'ONU sur la protection des enfants dans les conflits armés en 2012.
À l'occasion de l'élection présidentielle de 2017, il fait partie des 60 diplomates qui apportent leur soutien à Emmanuel Macron.
Le 9 juin 2017, il est élu membre titulaire de la troisième section de l'Académie des sciences d'outre-mer.

## Ouvrages
- Dans les coulisses du monde, éditions Robert Laffont, 2013
- Le Conseil de sécurité des Nations unies, ambitions et limites, éditions Larcier, 2015. (prix Edouard Bonnefous de droit de l'Institut de France), 2e édition, 2018
- Indispensable ONU, éditions Plon, 2017
- La Saga des Farnèse, Robert Laffont, 2020.

## Distinctions
- Commandeur de la Légion d'honneur depuis 2010
- Chevalier de l'ordre national du Mérite
- Grand officier de l'ordre de l'Étoile d'Italie (2012)[4]
- Grand-croix de l'ordre du Mérite(2000)